# Conde de Estarreja
Conde de Estarreja é um título nobiliárquico criado por D. Carlos I de Portugal, por Decreto de 31 de Dezembro de 1902, em favor de D. João Carlos da Costa de Sousa de Macedo.
Titulares
1. D. João Carlos da Costa de Sousa de Macedo, 1.º Conde de Estarreja.

Após a Implantação da República Portuguesa, e com o fim do sistema nobiliárquico, usaram o título: 
1. D. Luís António da Costa de Sousa de Macedo, 2.º Conde de Estarreja;
2. D. João António de Almeida da Costa de Sousa de Macedo, 3.º Conde de Estarreja.